# Nasu Yumio
Nasu Yumio (那須 弓雄 Na Tu Cung Hùng), (sinh ngày 27 tháng 6 năm 1892 mất ngày 26 tháng 10 năm 1942), là một vị tướng của Đế quốc Nhật Bản, tham gia Chiến tranh thế giới thứ hai.

## Tiểu sử
Sinh ra ở tỉnh Tochigi, Nasu tốt nghiệp khóa 25 Trường Sĩ quan Lục quân năm 1913 và tốt nghiệp khóa 35 trường Đại học Lục quân năm 1923. Ông làm việc ở một số phòng ban trong Bộ Tham mưu Lục quân Đế quốc Nhật Bản, và chuyển đến làm ở Đài Loan quân năm 1917. Năm 1935, ông chuyển đến bộ tham mưu của Đạo quân Quan Đông và tham gia vào Cuộc hành quân Chahar. Năm 1940, ông lên chức Thiếu tướng và trở thành chỉ huy trưởng Lữ đoàn Bộ binh 3.
Trong Chiến dịch Guadalcanal, Nasu cùng với Sư đoàn 2 Lục quân đổ bộ lên Guadalcanal vào tuần đầu tiên của tháng 10 năm 1942, để chặn đứng cuộc đổ bộ của quân Đồng Minh lên đảo. Nasu chỉ huy một nhóm lớn bộ binh thuộc sư đoàn 2, cộng thêm nhiều tiểu đoàn bộ binh từ một số trung đoàn của sư đoàn 38 tham gia chống lại các hoạt động của quân Mỹ tại Matanikau và tấn công sân bay Henderson. Ngày 25 tháng 10 năm 1942, khi chỉ huy quân Nhật tấn công vào các vị trí của quân Mỹ, Nasu bị trúng đạn súng trường ở ngực và chết vào sáng ngày hôm sau khi về đến Bộ tư lệnh.
Ông được truy thăng chức Trung tướng.

### Sách
- Fuller, Richard (1992). Shokan: Hirohito's Samurai. London: Arms and Armor. ISBN 1-85409-151-4.
- Griffith, Samuel B. (1963). The Battle for Guadalcanal. Champaign, Illinois, USA: University of Illinois Press. ISBN 0-252-06891-2.
- Rottman, Gordon L. (2005). Japanese Army in World War II: The South Pacific and New Guinea, 1942-43. Dr. Duncan Anderson (consultant editor). Oxford and New York: Osprey. ISBN 1-84176-870-7.